# Lojka Hugó
Lojka Hugó (Galícia, Gelsendorf, 1844. január 6. – Budapest, 1887. szeptember 7.) - zuzmókutató (lichenológus), tanár.

## Életpályája
Morva származású apja Pozsonyban tanult, mint fiatal lelkész is mindig benső ragaszkodással viseltetett hazánk iránt és ezt gyermekeire is átvitte. Lojka Hugó Lembergben kezdte gimnáziumi tanulmányait, melyeket Eperjesen 1858–tól 1862-ig fejezett be. Itt kedvelte meg tanárától, Hazslinszky Frigyestől a botanikát. Azután Bécsbe ment, hogy az ottani egyetemen az orvosi pályára készüljön; hét évig maradt ott, orvostani, de leginkább botanikai tanulmányoknak szentelve idejét. Innét Pestre ment és itt hosszabb és alapos előkészület után a vegytanból és a számtanból letette a tanári vizsgálatot. Eleinte a pest-józsefvárosi reáliskolában működött, később a belvárosi polgári leányiskolában és végül a budapesti állami felsőbb leányiskolának lett tanára. Utolsó nagy utazása alkalmával, melyet a Kaukázusban tett, túlerőltette és meghűtötte magát. Már az 1886–87. tanév végén a zárvizsgálatok előtt kénytelen volt a tanítással felhagyni. A nyár beálltával Erdélyben keresett üdülést, de nemsokára baja oly komoly fordulatot vett, hogy a fővárosba kellett visszatérnie, ahol 1887. szeptember 7-én meghalt.

## Munkássága
Magyarország zuzmóiból nagy anyagot gyűjtött, de járt gyűjtőúton Alsó-Ausztriában, Galíciában, Boszniában és Déchy Mórral a Kaukázusban is. Munkái és exsiccatái (szárított növények) nemzetközileg elismert lichenológussá (zuzmókutatóvá) tették.

## Főbb munkái
- Adatok Magyarország zuzmóflórájához (Mathem.atikai Természettudományi Közl. XI., 1873, XII., 1874, XXI., 1886)
- Lichenes regni Hungarici (Szárított zuzmó gyűjteményei, Fasc. I – IV., 1882)
- Lichenoteca universalis continens Lichenes exsiccatos totius orbis (Fasc. I – V., 1885 – 86